# Окемос (Мічиган)
Окемос (англ. Okemos) — переписна місцевість (CDP) в США, в окрузі Інгем штату Мічиган. Населення — 25 121 особа (2020).

## Географія
Окемос розташований за координатами 42°42′33″ пн. ш. 84°24′51″ зх. д. / 42.70917° пн. ш. 84.41417° зх. д. (42.709062, -84.414283).  За даними Бюро перепису населення США в 2010 році переписна місцевість мала площу 43,80 км², з яких 43,42 км² — суходіл та 0,38 км² — водойми.

## Демографія
Згідно з переписом 2010 року, у переписній місцевості мешкало 21 369 осіб у 8824 домогосподарствах у складі 5416 родин. Густота населення становила 488 осіб/км².  Було 9384 помешкання (214/км²).
Расовий склад населення:
| - 76,5 % — білих - 14,4 % — азіатів - 5,1 % — чорних або афроамериканців - 0,3 % — корінних американців - 0,1 % — вихідців з тихоокеанських островів - 1,1 % — осіб інших рас |

До двох чи більше рас належало 2,6 %. Частка іспаномовних становила 3,3 % від усіх жителів.
За віковим діапазоном населення розподілялося таким чином: 21,3 % — особи молодші 18 років, 66,4 % — особи у віці 18—64 років, 12,3 % — особи у віці 65 років та старші. Медіана віку мешканця становила 37,9 року. На 100 осіб жіночої статі у переписній місцевості припадало 92,8 чоловіків;  на 100 жінок у віці від 18 років та старших — 90,4 чоловіків також старших 18 років.
Середній дохід на одне домашнє господарство  становив 100 033 долари США (медіана — 75 032), а середній дохід на одну сім'ю — 132 048 доларів (медіана — 107 059). Медіана доходів становила 71 869 доларів для чоловіків та 52 124 долари для жінок. За межею бідності перебувало 11,6 % осіб, у тому числі 4,0 % дітей у віці до 18 років та 2,8 % осіб у віці 65 років та старших.
Цивільне працевлаштоване населення становило 11 563 особи. Основні галузі зайнятості: освіта, охорона здоров'я та соціальна допомога — 35,4 %, науковці, спеціалісти, менеджери — 12,0 %, мистецтво, розваги та відпочинок — 10,4 %, фінанси, страхування та нерухомість — 9,0 %.